# 日本データ・エントリ協会
日本データ・エントリ協会（にほんデータ・エントリきょうかい、英: Japan Data Entry Association、略称：JDEA）は、東京都中央区に本部を置く、情報処理産業を担う会員企業の交流促進を目的として設立された組織である。

## 概要
現存するITサービス業の業界団体で最も長い歴史を持っている。1971年（昭和46年）10月に発足した「日本パンチセンター協会」が前身。
2022年（令和4年）10月1日、「日本データ・エンジニアリング協会」に改称した。

## 沿革
公式ウェブサイト内「概要・沿革・所在地」項による
- 1971年（昭和46年）10月 - 「日本パンチセンター協会」として設立発足。
- 1984年（昭和59年）10月-「日本データ・エントリ協会」に改組。
- 会員100社を突破。
- 1985年（昭和60年） - 社団法人情報サービス産業協会へ団体加入。
- 1989年（平成元年） - 米国データ管理資格認定（CDM）の国内代行試験制度実施。
- 2002年（平成14年） - 会長・川口重信再任。
- 2006年（平成18年） - 会長・内藤藤樹就任。
- 2011年（平成23年）3月 - 東京都中央区銀座に事務所移転。事務局長に岩城研介就任。
- 2011年（平成23年）6月 - 会長・河野純就任。
- 2012年（平成24年）8月 - 事務所移転。
- 2016年（平成28年）4月 - 事務局長に山田慎一就任。